# Szarki (obwód smoleński)
Szarki (ros. Шарки) – wieś (ros. деревня, trb. dieriewnia) w zachodniej Rosji, w osiedlu wiejskim Ponizowskoje rejonu rudniańskiego w obwodzie smoleńskim.

## Geografia
Miejscowość położona jest w dorzeczu Kaspli, 14 km od granicy z Białorusią, 0,5 km od drogi regionalnej 66N-1605 (Ponizowje – Nikoncy), 3 km od centrum administracyjnego osiedla wiejskiego (sieło Ponizowje), 40 km od centrum administracyjnego rejonu (Rudnia), 83,5 km od Smoleńska.

## Historia
W czasie II wojny światowej od lipca 1941 roku wieś była okupowana przez hitlerowców. Wyzwolenie nastąpiło we wrześniu 1943 roku.

## Demografia
W 2010 r. miejscowości nikt nie zamieszkiwał.